# Marchia Bretońska

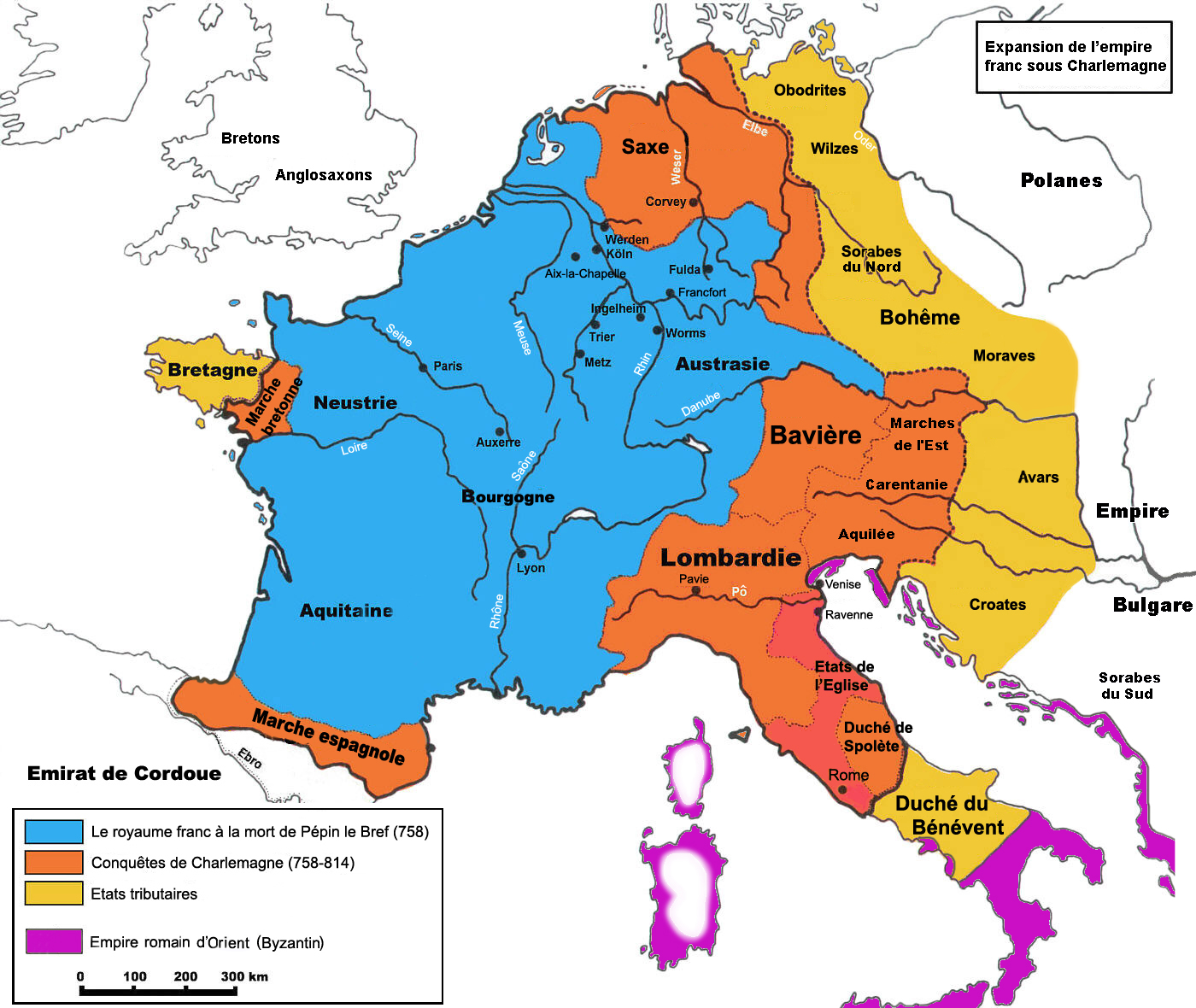
Mapa państwa frankijskiego z zaznaczoną na pomarańczowo Marchią Bretońską

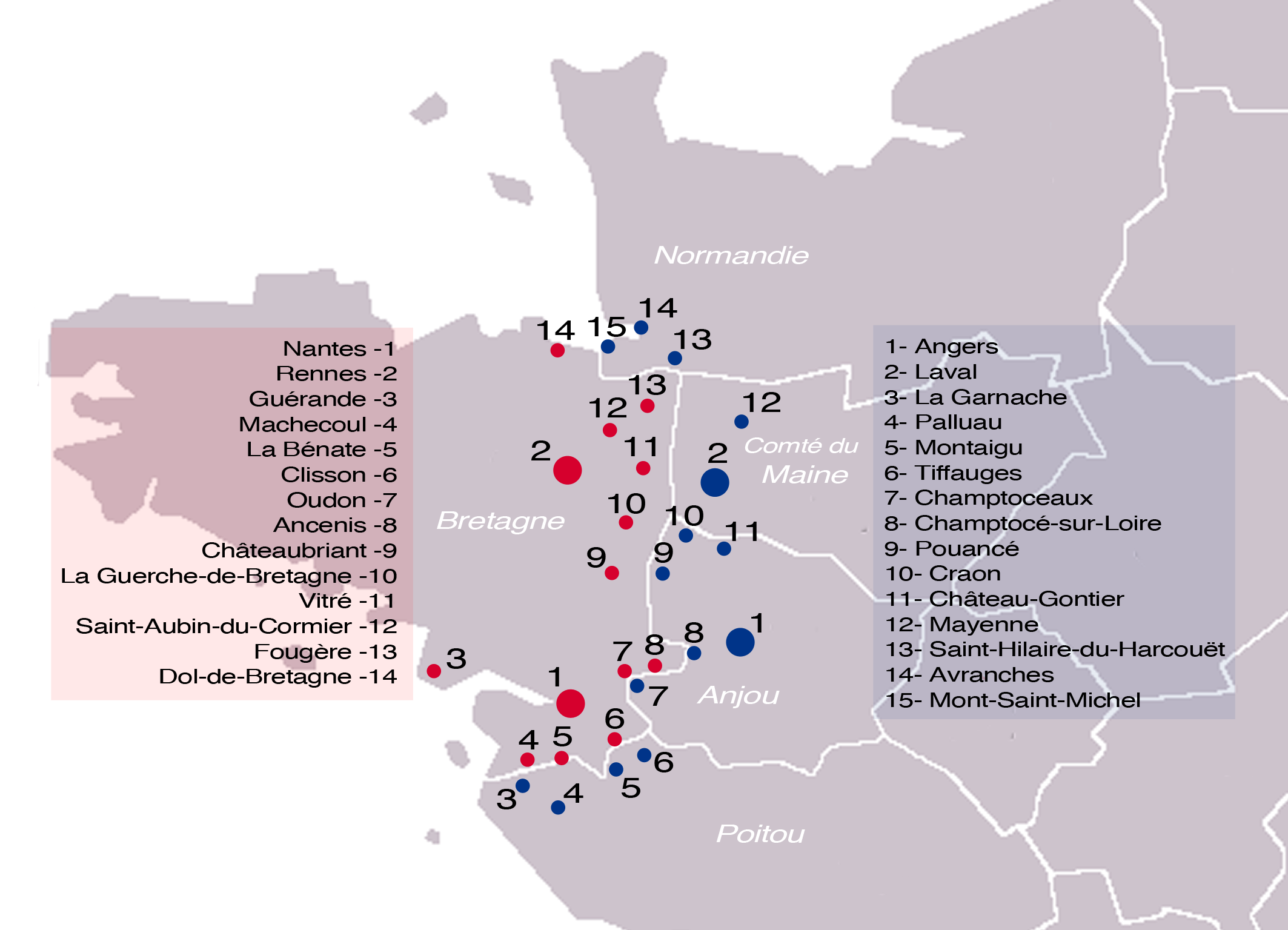
Fortece w Marchii Bretońskiej

Marchia Bretońska – marchia utworzona przez władców Franków (przez Pepina Krótkiego lub wcześniej) na terenie pogranicza państwa zachodniofrankijskiego z terenami książąt Bretanii, istniejąca między 753 a 851 rokiem oraz ponownie od 861 do 863/6. Początkowo była częścią Marchii Neustryjskiej, w nieznanym kształcie istniała na przełomie VII i VIII wieku ze stolicą w Le Mans. Służyła obronie przed Bretończycykami, a potem także najeżdżającymi te obszary Normanami. Jej wschodnia granica przebiegała między Dol a Saint-Nazaire, południowa natomiast - dolnym biegiem Loary aż do ujścia. Obejmowała obecne gminy Nantes, Rennes, Vannes i Angers, o które toczyły się walki. W 799 roku Bretonia została podbita przez Karola Wielkiego, jednak wkrótce ponownie osadzono tam książąt, którzy wybili się na niezależność. Nabrała strategicznego znaczenia podczas wojen króla Karola II Łysego z hrabiami Bretanii Nominoe i jego synem Erispoe w latach 40. i 50. IX wieku. Wobec poprawy relacji z Erispoe i zawarcia traktatu pokojowego z Angers w jej tereny zostały rozdzielone między obydwa organizmy państwowe: hrabstwa Rennes i Nantes przeszły w ręce Bretończyków, a Erispoë koronowany został na króla, reszta ziem pozostała francuska. W 861 na podstawie traktatu z Entrammes została ponownie wydzielona dla Roberta Mocnego (obejmowała tereny Turenii, Andegawenii i Maine, jednak Bretończycy podbili ją wkrótce, a ostatecznym jej końcem była śmierć Roberta w 866. Tytuł po Robercie odziedziczył arcybiskup Kolonii Hugo, a po jego śmierci w 886 syn Roberta - Odon. Gdy ten ostatni wstąpił na tron, przekazał tytuł przyszłemu królowi Franków i swemu bratu, Robertowi. Sytuacja ustabilizowała się w 939 roku, kiedy Bretonię w dużo węższych granicach objął Alan II Krzywobrody.
Najbardziej znanym namiestnikiem w marchii był Roland, znany z dzieła Pieśń o Rolandzie.
Margrabiowie bretońscy:
- 753–? Griffo, brat Pepina Krótkiego (prawdopodobnie zm. 753)
- ?–778 Roland
- 778–799/814/818 Gwido z Nantes (od 799 Bretania podbita przez Franków, od 802 Missus dominicus Karola Wielkiego w Turenii, potem władza raczej symboliczna)
- 814/8–831 Lambert I (zm. 834, w 831 sprzedał tytuł Bernardowi de Poitiers)
- 831–? Bernard de Poitiers
- 831–851 Nominoe (zdobył władzę nad Bretanią, wkrótce przestał kontrolować Marchię, w opozycji do Karola Łysego od 843)
- 843–851 Lambert II z Nantes (w opozycji do Amaury'ego)
- 846–849 Amaury z Nantes (z nadania Karolingów, w opozycji do Nominoe)